# Sant'Agata Feltria
Sant'Agata Feltria är en ort och kommun i provinsen Rimini i regionen Emilia-Romagna i Italien. Kommunen hade 2 087 invånare (2018).